# Lijst van Porsche Supercup-coureurs
De volgende coureurs hebben zich ten minste één keer ingeschreven voor een Porsche Supercup-race sinds 1993. Van de momenteel actieve coureurs (seizoen 2025) zijn de namen vet afgedrukt.
De lijst is bijgewerkt tot 2 augustus 2025.

## A
- Klaus Abbelen
- Jean-Yves Adam
- Riccardo Agostini
- André Ahrlé
- Bandar Alesayi
- Fahad Algosaibi
- Maher Algradi
- Philippe Almeras
- Luc Alphand
- Uwe Alzen  - Kampioen 1994
- Giorgio Amati
- Giovanna Amati
- Daniele di Amato
- Andrea Amici
- Michael Ammermüller  - Kampioen 2017, 2018, 2019
- Giovanni Anapoli
- Julien Andlauer
- Sandro Angelastri
- Roman de Angelis
- Marco Antonelli
- Pietro Armanni
- Nicolas Armindo
- Lance David Arnold
- Roland Asch
- David Ashburn
- Zaid Ashkanani
- Will Aspin
- Michael Avenatti
- Mikel Azcona

## B
- Ian Baas
- Klaus Bachler
- Raffi Bader
- Pascal Ballay
- Yves Baltas
- Gabriel Balthazard
- Alessandro Balzan
- Earl Bamber  - Kampioen 2014
- Bill Barazetti
- Nicola Bardelle
- Ben Barker
- Marc Basseng
- Martín Basso
- Phil Bastiaans
- Dominique Bastien
- Chris Bauer
- Gary Becker
- Harald Becker
- Andrea Belicchi
- Paul Belmondo
- Anthony Beltoise
- Vincent Beltoise
- Angel Andres Benitez Graffe
- Marc Benz
- Christofer Berckhan Ramírez
- Robert van den Berg
- Jörg Bergmeister  - Kampioen 2001
- Tim Bergmeister
- Timo Bernhard
- Victor Bernier
- Enrico Bertaggia
- Giovanni Berton
- Diego Bertonelli
- Roger Berville
- Roland Bervillé
- Berkay Besler
- Philip Beyrer
- Thomas Biagi
- Frank Biela
- Stefan Biliński
- Howard Blank
- Jeroen Bleekemolen  - Kampioen 2008, 2009
- Michael Bleekemolen
- Sebastiaan Bleekemolen
- Thomas Bleiner
- Victor Blugeon
- Matteo Bobbi
- Dorian Boccolacci
- Kalman Bodis
- Wouter Boerekamps
- Andrea Boldrini
- Alessandro Bonacini
- Lorenzo Bontempelli
- Peter Boss
- Christophe Bouchut
- Maxime Boulin
- Francesco Braschi
- Georg Braun
- Max von Braunmühl
- Niall Breen
- Tim Bridgman
- Bernard ten Brinke
- Andy Britnell
- Gary Britnell
- Valdeno Brito
- Jean-Francois Brunot
- Lilian Bryner-Keller
- Cacá Bueno
- Tim Buijs
- Marc P. Bullock
- Rudy van Buren
- Antti Buri
- Kelvin Burt
- Luciano Burti
- Gustav Burton
- Emanuele Busnelli
- Bastian Buus  - Kampioen 2023

## C
- Alex Caffi
- Leonardo Caglioni
- Matteo Cairoli
- Enzo Calderari
- Tatiana Calderón
- Balba Camino
- Daniel Cammish
- Matt Campbell
- Ivan Capelli
- Rinaldo Capello
- Jesper Carlsen
- Francesco Castellacci
- Miguel Ángel de Castro
- Marc Cattaneo
- Daniele Cazzaniga
- Alberto Cerqui
- Cenk Ceyişakar
- Warren Chang
- Cedric Chassang
- Jean-Luc Chéreau
- Hugo Chevalier
- Giuseppe Chiminelli
- Michael Christensen
- Edoardo Cicorini
- Marc Cini
- Jonathan Cocker
- António Coimbra
- Mark Cole
- Emmanuel Collard - Kampioen 1996
- Jim Collier
- Stefano Colombo
- Stefano Comandini
- Stefano Comini
- Jaden Conwright
- Paula Cook
- Chris Cooper
- Ghislain Cordeel
- Bruno Corradi
- Pedro Couceiro
- Fabian Coulthard
- Santiago Creel
- Michael Crees
- Robert Cregan
- Fernando Croce
- Ryan Cullen
- Siso Cunill

## D
- Nemunas Dagilis
- Alx Danielsson
- Alex Davison
- Connor De Phillippi
- Pietro Delli Guanti
- Patrick Dempsey
- Stephane Denoual
- Dylan Derdaele
- David Dermont
- Riley Dickinson
- Biense Dijkstra
- Tom Dillmann
- Tomy Drissi
- Željko Drmić
- Mattia Drudi
- David Ducote
- Marc Duez
- Romain Dumas
- Peter Dumbreck
- Sébastien Dumez
- Milka Duno
- Dominique Dupuy
- Andzej Dzikevic

## E
- Charlie Eastwood
- Sean Edwards
- Bruno Eichmann
- Jake Eidson
- Huub van Eijndhoven
- Lucas van Eijndhoven
- Patrick Eisemann
- Tio Ellinas
- Jacky van der Ende
- Philipp Eng  - Kampioen 2015
- Christian Engelhart
- Klaus Engelhorn
- Elia Erhart
- Hampus Ericsson
- Kévin Estre
- Adam Eteki
- Jaxon Evans

## F
- Alexander Fach
- Abdulaziz Al Faisal
- Jack Falla
- Massimiliano Fantini
- Dominik Farnbacher
- Horst Farnbacher
- Michael Fassbender
- Damien Faulkner
- Juan Manuel Fayen Lonjon
- Horst Felix Felbermayr
- Francesco Maria Fenici
- John Ferguson
- Luigi Ferrara
- Aldo Festante
- Nonô Figueiredo
- Nicolás Filiberti
- Gary Findlay
- Werner Fischer
- Jannes Fittje
- Anders Fjordbach
- Adrian Flack
- Pat Flanagan
- Kelvin Fletcher
- Andrea Fontana
- Mikael Forsten
- Georgios Frangulis
- Alex Frassineti
- George Frazier
- Simon Frederiks
- Pontus Fredriksson
- Oliver Freymuth
- Sebastian Freymuth
- Charlie Frijns
- Philipp Frommenwiler
- Andreas Fuchs
- Ryo Fukuda
- Enrico Fulgenzi

## G
- Ignacio Gabari
- Giancarlo Galimberti
- George Gamble
- Gabriele Gardel
- Wayne Gardner
- Jürgen von Gartzen
- Ugo Gazil
- Glynn Geddie
- Zaid Geris
- Kristian Ghedina
- Jimmy Ghione
- Alessandro Ghiretti
- Alex de Giacomi
- Antonio Giancola
- Raffaele Giannoni
- Alessandro Giardelli
- Kuba Giermaziak
- Mark Gillies
- Marc Gindorf
- Esteban Gini
- Massimo Giondi
- Gianluca Giraudi
- Fabien Giroix
- Ivano Giuliani
- Timo Glock
- Jean Glorieux
- Paolo Gnemmi
- Richard Goddard
- Claude-Yves Gosselin
- Klaus Graf
- Jonas Greif
- Lucas Groeneveld
- Jacques Groenewegen
- Harald Grohs
- Roger Grouwels
- Brenton Grove
- Stephen Grove
- Lucas Guerrero
- Enzo Guibbert
- Giuseppe Guirreri
- Ayhancan Güven

## H
- Robert de Haan
- Jochen Habets
- Saul Hack
- Philippe Haezebrouck
- Dietmar Haggenmüller
- Mika Häkkinen
- Matt Halliday
- Nick Ham
- Alif Hamdan
- Philip Hamprecht
- Lorcan Hanafin
- Sam Hancock
- Euan Hankey
- Julian Hanses
- Robin Hansson
- Will Hardeman
- Jörg Hardt
- Daniel Harper
- Chris Harris
- Jeff Harrison
- Ahmad Al Harthy
- Loek Hartog
- Tim Harvey
- Henry Hassid
- Hubert Haupt
- Kas Haverkort
- Terry L. Heath
- Michael Hedlund
- Altfrid Heger  - Kampioen 1993
- Peter Hegglin
- Nick Heidfeld
- Richard Hein
- Laurin Heinrich
- Richard Heistand
- Cyril Helias
- Edvin Hellsten
- Jean-François Hemrolle
- Wolf Henzler  - Kampioen 2004
- Johnny Herbert
- Marlon Hernandez
- Benji Hetherington
- Mike Hezemans
- Jake Hill
- Luke Hines
- Patrick Hirsch
- Philip Hirschi
- Robert Hissom
- Ardi van der Hoek
- Hjelte Hoffner
- Geoffroy Hoiron
- Marco Holzer
- Jukka Honkavuori
- Barry Horne
- Jürgen van Hover
- Chris Hoy
- Sean Hudspeth
- Duncan Huisman
- Patrick Huisman  - Kampioen 1997, 1998, 1999, 2000
- Jamie Hunter
- Marc Hynes

## I
- Simone Iaquinta
- Vanina Ickx
- Ricardo Imery
- Anthony Imperato
- Rolf Ineichen

## J
- Jimmy Jacobsson
- Ollie Jackson
- Wayne Jackson
- Thomas Jäger
- Mathieu Jaminet
- Jiří Janák
- Neel Jani
- Jean-Pierre Jarier
- Mathys Jaubert
- Stephen Jelley
- Matthias Jeserich
- Victor Jiménez
- Steve Johnson
- Sean Johnston
- Christian Jones
- Harri Jones
- Eddie Jordan
- Enzo Joulié
- Maxime Jousse

## K
- Pierre Kaffer
- Ralf Kalaschek
- Hans-Bernd Kamps
- Steven Kane
- Mats Karlsson
- Matte Karlsson
- Anssi-Jukka Kasi
- Wolfgang Kaufmann
- Daniel Keilwitz
- Ralf Kelleners
- Robbie Kerr
- Oleg Keselman
- Marcel Kesseler
- Jaber Al-Khalifa
- Salman Al-Khalifa
- Ian Khan
- Harry King
- Norbert Kiss
- Marko Klein
- Marvin Klein
- Jan Klingelnberg
- Jakub Knoll
- Kenji Kobayashi
- Leon Köhler
- Pavle Komnenovic
- Helmut König
- Miroslav Konopka
- Stuart Kostera
- Sinisa Kosutic
- Evert Kroon
- Rolf P. Kuhn
- Daan van Kuijk
- Jesse van Kuijk
- Andrej Kulundzic
- Joe Kunz
- Kantadhee Kusiri
- Menno Kuus
- Saadon Al Kuwari
- Mark Kvamme

## L
- Dennis van de Laar
- Bernhard Laber
- Hannes Lachinger
- Jaap van Lagen
- Pedro Lamy
- Angelo Lancelotti
- Gabriele Lancieri
- Wolfgang Land
- Christoph Langen
- Christof Langer
- Thomas Langer
- Will Langhorne
- Nicola Larini
- Florian Latorre
- Mathias Lauda
- Thomas Laurent
- Lodovico Laurini
- Robert Lechner
- Walter Lechner jr.
- Jack Leconte
- Côme Ledogar
- György Lekeny
- Stéphane Lémeret
- Michael Leonard
- Karl Leonhard
- Jono Lester
- Benjamin Leuenberger
- Ariel Levi
- Gianmarco Levorato
- Marc Lieb
- Richard Lietz
- Roar Lindland
- Mateusz Lisowski
- JM Littman
- Mateo Llarena
- Sébastien Loeb
- Ellen Lohr
- Patrick Long
- Jorge Lorenzo
- Aaron Love
- Jordan Love
- Lucas Luhr
- Robert Lukas
- Kailuo Luo
- Carlo Lusser

## M
- Sascha Maassen
- Tim Macrow
- Giorgio Maggi
- Jean-Pierre Malcher  - Kampioen 1995
- Gustav Malja
- Yannick Mallegol
- Chris Mamerow
- Jocke Mangs
- Darren Manning
- Dorian Mansilla
- Olaf Manthey
- Marco Mapelli
- Mario Marasca
- Bashar Mardini
- Matthew Marsh
- Marcus Marshall
- Luciano Martinez
- Aaron Mason
- Mauro Massironi
- Pepe Massot
- Keagan Masters
- Clément Mateu
- Oliver Mathai
- Chris Mattheus
- Arnold Mattschull
- Joey Mawson
- Olivier Maximin
- Oliver Mayer
- Andreas Mayerl
- Bernd Mayländer
- Colin McRae
- Michael Meadows
- Paul Meijer
- Willem Meijer
- Alain Menu
- Christian Menzel
- Nico Menzel
- Peter Mergell
- Arturo Merzario
- Thomas Messer
- Raul Meyer-Ortolani
- Nicolas Misslin
- Olav Mol
- Fernando Monje
- Fabrizio del Monte
- Andrea Montermini
- Maurizio Montforte
- Michel Mora
- Philip Morin
- Jeroen Mul
- Dirk Müller
- Gerhard Müller
- Sven Müller  - Kampioen 2016
- Graeme Mundy
- Alain Muraour
- Fahed Al Musalam

## N
- Marius Nakken
- Joffrey de Narda
- Wolf Nathan
- Alexandre Funari Negrão
- Sergio Negroni
- Hugo Nerman
- Michel Neugarten
- Hannes Neuhauser
- Dominik Neumeyer
- Hubert Neuper
- Fabrice Notari
- Michel Nourry
- Franco Nugnes
- Alejandro Núñez

## O
- Peter Oberndorfer
- Stefan Oberndorfer
- Theo Oeverhaus
- Sébastien Ogier
- Magnus Öhman
- Tom Oliphant
- Dennis Olsen
- Maxime Oosten
- Stéphane Ortelli  - Kampioen 2002
- Yadel Oskan
- Pablo Otero
- Darryl O'Young
- Yucel Ozbek

## P
- Ariel Pacho
- Steven Palette
- László Palik
- Gildo Pallanca-Pastor
- Markus Palttala
- Thomas E. Pank
- Kenneth Pantzar
- Benjamin Paque
- Jesús Pareja Mayo
- Piotr Parys
- Christian Passuti
- Travis Pastrana
- Mikkel O. Pedersen
- Jörg Peham
- Aku Pellinen
- William Peluchiwski
- Gary Pennington
- Riccardo Pera
- Dylan Pereira  - Kampioen 2022
- Sebastian Perez
- Luis Pérez-Sala
- Egidio Perfetti
- Philipp Peter
- Pedro Petiz
- Robert Pferdmenges
- Kai Pfister
- Clivio Piccione
- James Pickford
- David Pinkney
- Juan Pipkin
- Nelson Piquet jr.
- Pedro Piquet
- Pierre Piron
- Emanuele Pirro
- Eugenio Pisani
- Tomáš Pivoda
- Richard Plant
- Lewis Plato
- Hannes Plesse
- Eric van de Poele
- Sam Power
- Jérôme Policand
- Jay Policastro
- Markus Pommer
- Xavier Pompidou
- Frank Porte Ruiz
- Dick Postel
- Vito Postiglione
- Josef Prechtl
- Thomas Preining
- Angelo Proietti

## Q
- Phil Quaife
- Gianmarco Quaresmini
- Khaled Al Qubaisi

## R
- Istvan Racz
- Mark Radcliffe
- Vincent Radermecker
- Martin Ragginger
- René Rast  - Kampioen 2010, 2011, 2012
- Ferenc Ratkai
- Dirk Raudies
- Paul Rees
- Stefan Rehkopf
- Alexander Reimann
- Alfred Renauer
- Robert Renauer
- Luca Rettenbacher
- Manuel Reuter
- Alex Riberas
- Luca Riccitelli
- Martin Rich
- Michael Richards
- Hans-Guido Riegel
- Pim van Riet
- Nico Rindlisbacher
- Javier Ripoll Sanchez
- Carlos Rivas
- Mike Rockenfeller
- Davide Roda
- Kai Röffen
- Jochen Rohr
- Walter Röhrl
- Alexander Roloff
- Daniel Ros
- Tim Rosengrant
- Felix Rosenqvist
- Štefan Rosina
- Bert van Rossem
- Louis Rousset
- Alessio Rovera
- Luc Rozentvaig
- James Ruffier
- Timo Rumpfkeil
- Toni Rasmus Ruokonen

## S
- David Saelens
- Moritz Sager
- Philipp Sager
- Richard Sainct
- Ricardo Sanchez
- Pablo Sánchez López
- Cyrille Sauvage
- Keita Sawa
- Nathan Schaap
- Peter Scharmach
- Fabio Scherer
- Frank Schmickler
- Clemens Schmid
- Jeffrey Schmidt
- Michael Schmidt
- Florian Scholze
- Marc Schoonbroodt
- Bas Schothorst
- Pieter Schothorst
- Dirk Schouten
- Lukas Schreier
- Michael Schrey
- Flynt Schuring
- Morris Schuring
- Alexander Schwarzer
- Aaron Scott
- Marco Seefried
- Toni Seiler
- Bruno Senna
- Jan Seyffarth
- Samer Shahin
- Tom Sharp
- Andrew Shelley
- Norbert Siedler
- David Sigatsjov
- Jean-Baptiste Simmenauer
- Patrick Simon
- Henric Skoog
- Patrik Skoog
- Oskar Slingerland
- Adam Smalley
- Madison Snow
- Melanie Snow
- Simon Sobrero
- Glauco Solieri
- Andrea Sonvico
- Carsten Spengemann
- Florian Spengler
- Evan Spenle
- Max van Splunteren
- Paul van Splunteren
- Sören Spreng
- Sebastian Stahl
- Richie Stanaway
- Josh Stanton
- Bruno Staub
- Jörg Stephan
- Janne Stiak
- Gosse Stielstra
- Frank Stippler  - Kampioen 2003
- Anton Stoiber
- Matthias Stolz
- Andrej Studenic
- Jonathan Summerton
- Lukas Sundahl
- Marc Surer
- James Sutton
- Gergeli Szabo
- Patryk Szczerbiński

## T
- Gábor Talmácsi
- Yuey Tan
- Nick Tandy
- Andrew Tang
- Fabian Alberto Taraborelli
- Carlos Eduardo Brugnara Taurisano
- Alexander Tauscher
- Ewan Taylor
- Mark Taylor
- Felice Tedeschi
- Jason Templeman
- Kurt Thiim
- Nicki Thiim  - Kampioen 2013
- Marcus Thomas
- Colin Thompson
- Fabien Thuner
- Albert von Thurn und Taxis
- Marcel Tiemann
- Sam Tordoff
- Alexander Toril
- Matteo Torta
- Wolfgang Triller
- Niels Troost
- Simon Trummer
- Isaac Tutumlu
- Cameron Twynham

## U
- Alec Udell

## V
- Ronnie Valori
- Juan Pablo Vega Dieppa
- Siegfried Venema
- Nico Verdonck
- Michael Verhagen
- Jean Karl Vernay
- Mike Verschuur
- Emilio de Villota
- Emilio de Villota jr.
- Adam Vincze
- Roland Voerman
- Christian Vogel
- Larry ten Voorde  - Kampioen 2020, 2021, 2024
- Risto Vukov

## W
- Richard Wagner
- Khalid Al Wahaibi
- Hannes Waimer
- Johannes Waimer
- Enrico Walcher
- Fabrice Walfisch
- Igor Waliłko
- Matthias Walkner
- James Wallis
- Csaba Walter
- Mark Warnecke
- John Wartique
- Derek Warwick
- Danny Watts
- Gábor Wéber
- Josh Webster
- Keith Webster
- Matthias Weiland
- Stefan Wendt
- Maximilian Werndl
- Dirk Werner
- Marco Werner
- Richard Westbrook  - Kampioen 2006, 2007
- Angus Whiteside
- Hans Willems
- Richard Williams
- Felix Wimmer
- Markus Winkelhock
- Alexander Witting
- Toni Wolf
- Toto Wolff
- Brian Wong
- Tom Wrigley
- Ross Wylie

## Y
- Masayuki Yamamoto
- Nick Yelloly
- Dylan Yip
- Jason Young

## Z
- Dino Zamparelli
- Alessandro Zampedri  - Kampioen 2005
- Renger van der Zande
- Johannes Zelger
- Lirim Zendeli
- Dasheng Zhang
- Christopher Zöchling
- Ricardo Zonta
- Al Faisal Al Zubair
- Arjan van der Zwan